# 21e Europese Filmprijzen
De 21e uitreiking van de Europese filmprijzen waarbij prijzen werden uitgereikt in verschillende categorieën voor Europese films vond plaats op 6 december 2008 in de Deense hoofdstad Kopenhagen.

## Nominaties en winnaars

#### Beste film
- Gomorra
  - Entre les murs
  - Happy-Go-Lucky
  - Il divo
  - El orfanato
  - Vals Im Bashir

#### Beste regisseur
- Matteo Garrone - Gomorra
  - Laurent Cantet - Entre les murs
  - Andreas Dresen - Wolke 9
  - Ari Folman - Vals Im Bashir
  - Steve McQueen - Hunger
  - Paolo Sorrentino - Il divo

#### Beste acteur
- Toni Servillo - Gomorra & Il divo
  - Michael Fassbender - Hunger
  - Thure Lindhardt & Mads Mikkelsen -  Flammen & Citronen
  - James McAvoy - Atonement
  - Jürgen Vogel - Die Welle
  - Elmar Wepper - Kirschblüten - Hanami

#### Beste actrice
- Kristin Scott Thomas - Il y a longtemps que je t'aime
  - Hiam Abbass - Lemon Tree
  - Arta Dobroshi - Le Silence de Lorna
  - Sally Hawkins - Happy-Go-Lucky
  - Bélen Rueda - El orfanato
  - Ursula Werner - Wolke 9

#### Beste scenario
- Maurizio Braucci, Ugo Chiti, Gianni di Gregorio, Matteo Garrone, Massimo Gaudioso & Roberto Saviano - Gomorra
  - Suha Arraf & Eran Riklis - Lemon Tree
  - Ari Folman - Vals Im Bashir
  - Paolo Sorrentino - Il divo

#### Beste cinematografie
- Marco Onorato – Gomorra
  - Luca Bigazzi – Il divo
  - Óscar Faura – El orfanato
  - Sergei Trofimow & Rogier Stoffers – Mongol (Монгол)

#### Beste filmmuziek
- Max Richter - Vals Im Bashir
  - Tuur Florizoone - Aanrijding in Moscou
  - Dario Marianelli - Atonement
  - Fernando Velázquez - El orfanato

#### Publieksprijs
- Harry Potter en de Orde van de Feniks
  - Arn: The Knight Templar
  - Atonement
  - Ben X
  - Keinohrhasen
  - Mongol (Монгол)
  - REC
  - Saturno contro
  - El orfanato
  - Die Welle
  - Bienvenue chez les Ch'tis
  - Ensemble, c'est tout